# Фазанки
Фазанки (лат. Phasianella)  — род морских брюхоногих моллюсков из семейства Phasianellidae.
Раковина яйцевидной формы, гладкая, блестящая, обыкновенно ярко окрашенная. Её последний оборот большой, а устье яйцевидное. Крышечка, которой закрывается устье раковины, известковая, с внутренней стороны немного завитая, снаружи гладкая.
Глаза расположены на небольших стебельках. Нога отличается сильным развитием и разделена продольной бороздкой на две части. Фазанки делают шагообразные движения то одной, то другой половинкой ноги.
Представители рода обитают в тропических водах Индо-Тихоокеанской области и у берегов Австралии.

## Виды
Род Phasianella включает следующие виды:
- Phasianella aethiopica Philippi, 1853
- Phasianella australis (Gmelin, 1791)[3]
- Phasianella brandenburgi O. Boettger, 1907[4]
- Phasianella bryani Pilsbry, 1917[5]
- Phasianella caloundra Iredale, 1927[6]
- Phasianella grata Philippi, 1853
- Phasianella jaspidea Reeve, 1862
- Phasianella molokaiensis Pilsbry, 1917[5]
- Phasianella nivosa Reeve, 1862
- Phasianella solida (Born, 1778)
- Phasianella thaanumi Pilsbry, 1917[5]
- Phasianella variabilis Pease, 1888[5]
- Phasianella variegata Lamarck, 1822
- Phasianella ventricosa Swainson, 1822[7]
- Phasianella wisemanni Baird, 1873[8]